# Aranyosvidék
Aranyosvidék Tordán 1891-ben indult szabadelvű politikai, társadalmi és közgazdasági hetilap, amely 1940-ben szünt meg.
Első szerkesztője Kövendi Weress Sándor történész volt. A két világháború között Baróthy István (1919-28), Magyarósy Zoltán (1928-29), Boross Elek (1929-36) és Gál Miklós (1936-40) szerkesztette, tulajdonosa id., majd ifj. Füssy József. Támogatta az Országos Magyar Párt (OMP) akcióit; rendesen beszámolt a szocialista munkásmozgalomról. Értékesek helytörténeti forrásközleményei. Irodalmi rovatában Gspann Károly, Nagy Albert, Nagyné Gombos Mária, Pallos István, Páll Zoltán, Sándor Judit versei, Balázs Ferenc, Baróthy Istvánné, Gyallay Papp Domokos, Pálfy Miklós, Sebők Samu, Vernes Vilma elbeszélései illusztrálták Torda és vidéke szellemi életét. Munkatársai közt szerepelt Rass Károly, Jancsó Béla és S. Nagy László; szociológiai jellegű írásokkal Kemény Gábor, a volt 1918-as „vörös főispán” és Korunk-munkatárs is feltűnik. A lap mellékleteként adta ki az Erdélyi Gazdasági Egyesület (EMGE) megyei közleményeit Török Bálint szerkesztésében. Utolsó száma 1940. december 14-én jelent meg.

## További irodalom
- Sebestyén Kálmán: Tájproblémák az Aranyosvidékben. Korunk 1979/3.